# Bondo, Schweiz
Bondo är en italienskspråkig ort och tidigare kommun i distriktet Maloja i den schweiziska kantonen Graubünden. Från och med 2010 ingår den i den då nyinrättade kommunen Bregaglia. I kommunen ingick även orten Promontogno som i dag är säte för kommunen Bregaglias förvaltning.